# Ko Tazawa
Ko Tazawa (田澤 耕) (Yokohama, Japón, 22 de septiembre de 1953-Kōbe, 24 de septiembre de 2022) fue un catalanófilo y traductor japonés.

## Biografía
Licenciado en Sociología por la Universidad Hitotsubashi de Tokio en 1976. Máster en Estudios Hispánicos por la Universidad de Osaka en 1986 y doctor en Filología Catalana por la Universidad de Barcelona en 1999. Fue catedrático del Departamento de Estudios Interculturales de la Universidad Hosei, en Tokio. Durante el año 2006-2007 trabajó como investigador visitante en la Dublin City University en Dublín, Irlanda. Fue distinguido con la Creu de Sant Jordi en 2003, con el Premio del Ministerio de Asuntos Exteriores del Gobierno Japonés en 2009 y con el Premio Internacional Ramon Llull de catalanística y a la diversidad cultural, en 2019. El año 2018, fue nombrado miembro de honor de la Asociación de Escritores en Lengua Catalana (AELC).

## Obras en japonés  (selección)
- 『カタルーニャ語文法入門』(Introducción a la Gramática Catalana), Daigakushorin (大学書林), (1991)
- 『カタルーニャ50のQ&A』（50 preguntas y respuestas sobre Cataluña）), Shinchosha (新潮社), (1992)
- 『ガウディ建築入門』(Introducción a la arquitectura de Gaudí), Shinchosha（新潮社、1992）
- 『カタルーニャ語読本』(Lectura gramatical de la lengua catalana), Daigakushorin（大学書林、1993）
- 『スペインの言語』(Lenguas de España), Dohosha-shuppan（同朋舎出版、1996）
- 『物語 カタルーニャの歴史』(Historias de la historia de Cataluña), Chuokoronshinsha（中央公論新社〈中公新書〉、2000、Edición ampliada増補版2019）
- 『エクスプレス カタルーニャ語』(Express Lengua catalana)Hakusuisha,（白水社、2001）
- 『カタルーニャ語辞典』 (Diccionario Catalán - Japonés), Daigakushorin (大学書林), (2002)
- 『日本語カタルーニャ語辞典 』(Diccionario Japonés - Catalán), Daigakushorin (大学書林), (2007)
- 『ニューエクスプレス カタルーニャ語』(New express Lengua catalana), Hakusuisha（白水社、2010）
- 『ガウディ伝 - ｢時代の意志」を読む』(Biografía de Gaudí – Gaudí y la voluntad del tiempo),Chuokoronshinsha（中央公論新社〈中公新書〉、2011）
- 『レアルとバルサ 怨念と確執のルーツ』(El Real Madrid y el Barça – el origen de la rivalidad),Chuokoronshinsha（中央公論新社〈中公新書ラクレ〉、2013）
- 『カタルーニャを知る事典』(Diccionario para conocer Cataluña), Heibonsha（平凡社新書、2013）
- 『カタルーニャ語小辞典』(Diccionario manual de la lengua catalana), Daigakushorin（大学書林、2013）
- 『〈辞書屋〉列伝 - 言葉に憑かれた人びと』(Lexicógrafos – la gente obsesionada de palabras),Chuokoronshinsha（中央公論新社〈中公新書〉、2014）
- 『詳しく学ぶカタルーニャ語文法』(Nueva introducción a la gramática catalana), Hakusuisha (白水社、2021)
- 『カタルーニャ語　小さなことば　僕の人生』 (El catalán, una lengua pequeña: mi vida), Sayusha (左右社、2022)
- 『僕たちのバルセロナ』 (Nuestra Barcelona), Nishidashoten (西田書店、2022)

## Obras en catalán (selección)
- Catalunya i un japonès (Cataluña y un japonés), La Campana, (1993)
- Cartes a Yu i Kei (Cartas a Yu y Kei), La Campana, (1995)
- Proposta per a un diccionari japonès-català per a catalanoparlants (Propuesta para un diccionario japonés-catalán para catalanoparlantes), Univ. Barcelona (1999)
- La cuina japonesa a Catalunya (La cocina japonesa en Cataluña), Columna Edicions, (2000)
- En Yu i en Kei tornen al Japó (Yu y Kei regresan a Japón), La Galera, (2005)
- Dietari d’un japonès: entre el terratrèmol, el tsunami i la fuita radioactiva (Dietario de un japonés: entre el terremoto, el tsunami y el escape radiactivo), Lapislàtzluli, (2012)
- Petjades d’un japonès (Catalunya i un japonès 30 anys després), Lapislàtzluli, (2022)

## Traducciones al japonés (selección)
- El teu nom és Olga, Josep M. Espinas, Shunjusha (1992)
- Barcelona, Robert Hughes, Shinchosha (1994)
- La pràctica de l’art, Antoni Tapies, Suiseisha (1996)
- Històries de Barcelona, Conté traduccions, entre d'altres, de contes de J. Perucho, Montserrat Roig i Q. Monzó, Suiseisha (1992)
- Camí de Sirga, Jesús Moncada, Gendaikikakushitu (1999)
- La Pell Freda, Albert Sanchez Pinyol, Chuokoron-Shinsha (2005)
- Història i Cultura de Catalunya, M. C. Zimmermann, M.-C. Zimmermann, Hakusuisha (2006)
- Tirant Lo Blanc, Joanot Martorell, Iwanamishoten  (2007)
- Vuit rondalles mallorquines, Antoni M. Alcover, PPU(2012)(ed.bilingüe)
- La murga, Costas Montserrat, Lapislàtzuli (2013)(ed.bilingüe)
- La Plaça del Diamant, Mercè Rodoreda, Iwanamishoten (2019)

## Traducciones al catalán
- La remor de les onades (El rumor de las olas), Yukio Mishima, Ahora Libros, (2008)
- El temple del pavelló daurat (El templo del pabellón dorado), Yukio Mishima, Barcelona, Ámsterdam Libros (2011)
- A veure qui és més alt. Midori, una petita geisha (A ver quién es más alto. Midori, una pequeña geisha), Ichiyo Higuchi, Lapislàtzuli (2015)
- Harakiri. El cas de la família Abe (Harakiri. El caso de la familia Abe), Ogai Muera, Lapislàtzuli (2015)
- Deu nits, deu somnis (Diez noches, diez sueños), Soseki Natsume, Lapislàtzuli (2016)
- Rashomon, Ryunosuke Akutagawa, Lapislàtzuli (2017)
- Història de Shunkin (Historia de Shunkin), Jun-ichiro Tanizaki,Lapislàtzuli(2017)
- Un aprenent i el seu déu (Un aprendiz y su Dios), Naoya Shiga, Lapislàtzuli(2019)
- L’home butaca (El hombre butaca), Ranpo Edogawa, Lapislàtzuli(2019)
- Sota un bosc de cirerers plenament florit (Bajo un bosque de cerezos plenamente florecidos), Ango Sakaguchi, Lapislàtzuli(2020)
- Tren nocturn de la Galàxia (Tren nocturno de la galaxia), Kenji Miyazawa, Lapislàtzuli(2020)
- L’home infrahumà (El hombre infrahumano), Osamu Dazai, Lapislàtzuli(2021)
- Què pot dir amb disset síl.labes (Qué puede decir con diecisiete sílabas), Koji Kawamoto, Revista de Catalunya(Gener・Febrer・Març de 2022)